# Pastoralblatt für die Diözesen Aachen, Berlin, Hildesheim, Köln und Osnabrück
Das Pastoralblatt für die Diözesen Aachen, Berlin, Essen, Hildesheim, Köln und Osnabrück (PBlDA) war eine von 1964 bis 2022 unter wechselnden Titeln monatlich erscheinende Zeitschrift für hauptberuflich in der katholischen Seelsorge Tätige.

## Geschichte
Der Vorläufer der bistumsübergreifenden Zeitschrift war das ab 1949 erscheinende Kölner Pastoralblatt. Sie wurde zuletzt von den nord- und westdeutschen Bistümern Aachen, Hildesheim, Köln und Osnabrück in Verbindung mit dem Erzbistum Berlin herausgegeben und reflektierte vor allem die kirchliche Situation in diesem Bereich.
Frühere Herausgeber waren auch die Diözesen Essen und Hamburg.

## Themen
Das Themenspektrum umfasste exegetische, dogmatische, katechetische und soziologische Aspekte der gegenwärtigen kirchlichen Realität und deren Entwicklungspotenziale. Dazu kamen spirituelle Beiträge und Rezensionen.